# Kerbors
Kerbors (tiếng Breton: Kerborzh) là một xã của tỉnh Côtes-d’Armor, thuộc vùng Bretagne, tây bắc Pháp.

## Dân số
Người dân ở Kerbors được gọi là Kerborziens.